# Nitocrella polychaeta
Nitocrella polychaeta is een eenoogkreeftjessoort uit de familie van de Ameiridae. De wetenschappelijke naam van de soort is voor het eerst geldig gepubliceerd in 1952 door Noodt.